# David Johnston (rugby à XV)
Pour les articles homonymes, voir David Johnston et Johnston.
Pas d'image ? Cliquez ici

a Compétitions nationales et continentales officielles uniquement.

b Matchs officiels uniquement.
David Ian Johnston, né le 20 octobre 1958 à Édimbourg, est un joueur de rugby à XV qui a joué avec l'équipe d'Écosse entre 1979 et 1986, évoluant au poste de trois-quarts centre. 

## Carrière
David Johnston connaît douze sélections avec les Barbarians de 1980 à 1984 au cours desquelles il marque huit points. Il dispute son premier test match le 10 novembre 1979 contre l'équipe de Nouvelle-Zélande. Il dispute son dernier test match le 29 mars 1986 contre l'équipe de Roumanie.

## Palmarès
- Vainqueur du Tournoi des Cinq Nations en 1984 (Grand Chelem)

## Statistiques en équipe nationale
- 27 sélections
- 16 points (4 essais)
- Sélections par années : 1 en 1979, 4 en 1980, 2 en 1981, 6 en 1982, 4 en 1983, 5 en 1984, 5 en 1986
- Tournois des Cinq Nations disputés : 1980, 1982, 1983, 1984, 1986